# Бодливкови
Бодливковите (Gasterosteidae) са семейство актиноптери от разред Бодлоперки (Perciformes).
Таксонът е описан за пръв път от Шарл Люсиен Бонапарт през 1832 година.

## Родове
- Apeltes
- Culaea
- Gasterosteus – Трииглени бодливки
- Pungitius – Деветиглени бодливки
- Spinachia